# 川澄農治
川澄 農治（かわすみ のうじ、1896年（明治29年）1月22日 - 1992年（平成4年）1月23日）は、日本の政治家。新潟県高田市長（2期）、直江津市長（1期）。

## 経歴
新潟県中頸城郡大倉村（のち和田村→高田市、現・上越市）大字石沢（旧石沢村）に生まれる。1914年、矢代川改修工事書記、1917年、和田村書記、1922年、西頸城郡書記、1924年、中頸城郡書記となったが、1926年の郡役所廃止により新潟県属となり、地方課勤務になる。1928年に退職し、高田市役所に入り、書記となった。1936年、庶務課長、1944年、助役となり、1946年、川上大造市長の辞職により5ヶ月間市長代理を務めた。
1947年、直江津町長選挙に立候補して当選、1951年に再選され、1954年の直江津市制施行に伴い、市長に就任した。
翌1955年の高田市長選挙に立候補して当選した。1959年の市長選挙では無投票で再選。1963年に高田市長を2期4年務めて退任した。1992年死去。